# سامسونگ اس‌سی‌اچ-آی۷۶۰
سامسونگ اس‌سی‌اچ-آی۷۶۰ یک‌نمونه از گوشی‌های تلفن همراه سری I شرکت سامسونگ می‌باشد  که توسط همین شرکت به بازار عرضه شده‌است.